# Người Illyria
Người Illyria (tiếng Hy Lạp cổ: Ἰλλυριοί, Illyrioi; tiếng Latinh: Illyrii hay Illyri) là một nhóm các bộ tộc Ấn-Âu vào thời Cổ đại, từng sinh sống tại Tây Balkan và duyên hải đông nam bán đảo Ý (Messapia). Khu vực mà người Illyria sinh sống được các học giả Hy Lạp và La Mã gọi là Illyria, tương ứng với lãnh thổ của Croatia, Bosnia và Herzegovina, Slovenia, Montenegro, một phần Serbia và đa phần Albania ngày nay, tại vùng giữa biển Adriatic về phía tây, sông Drava về phía bắc, sông Morava về phía đông và cửa sông Aoos về phía nam. Tư liệu đầu tiên nhắc đến người Illyria là trong Períplous tou Psevdoskýlaka, một văn bản Hy Lạp cổ đại viết vào thế kỷ 4 TCN.
Những bộ tộc này, hay ít nhất một số bộ tộc cho thể xem là "người Illyria thực sự", với ngôn ngữ mà những gì còn sót lại chỉ đủ để cho biết rằng đây là ngôn ngữ Ấn-Âu; có lẽ đã biến mất vào thế kỷ 2 CN.
Cái tên "Illyrioi", được người Hy Lạp cổ đại đặt cho những hàng xóm phía bắc của họ, có thể được dùng để chỉ một loạt các dân tộc riêng biệt, mà ngày nay vẫn không chắc rằng họ có chia sẻ nền văn hóa và ngôn ngữ chung không. Các bộ lạc Illyria không bao giờ gọi mình là 'Illyria'.